# Max Josef Metzger
Cet article possède un paronyme, voir Max Metzker.
Pour les articles homonymes, voir Metzger.
Max Josef Metzger, né le 3 février 1887 à Schopfheim et mort exécuté le 17 avril 1944 à la prison de Brandebourg, à Brandebourg-sur-la-Havel, est un prêtre catholique allemand, militant pacifiste de premier plan et opposé au régime nazi, qui fut condamné à mort et exécuté par les nazis. Il est vénéré comme bienheureux par l'Église catholique.

## Premières années
Aîné d'une famille de quatre enfants, Metzger entame sa scolarité à Schopfheim et la poursuit à Donaueschingen, Lörrach et au lycée de Constance où étudie également Martin Heidegger. Étudiant, il vit dans la résidence Saint-Conrad, fondée par l'archevêché  de Freiburg pour donner une formation religieuse à ceux qui se destinent à entrer dans les ordres. L'un des professeurs les plus réputés du lycée, Pacius, est un démocrate et un pacifiste qui enseigne les langues modernes.
Metzger suit des études universitaires à Freiburg puis à Fribourg et obtient un doctorat en théologie. Il est ordonné prêtre en 1911 et entame son travail paroissial dans le diocèse de Freiburg. Au cours de la Première Guerre mondiale, il sert dans l'armée allemande comme aumônier militaire ; décoré de la Croix de fer le 6 mai 1915, il est ensuite démobilisé en raison de ses problèmes de santé. Il revient du front convaincu que « les futures guerres n'auront plus de signification, aucun participant ne pouvant avoir la perspective de gagner plus que ce qu'il a perdu ».

## Militant pacifiste

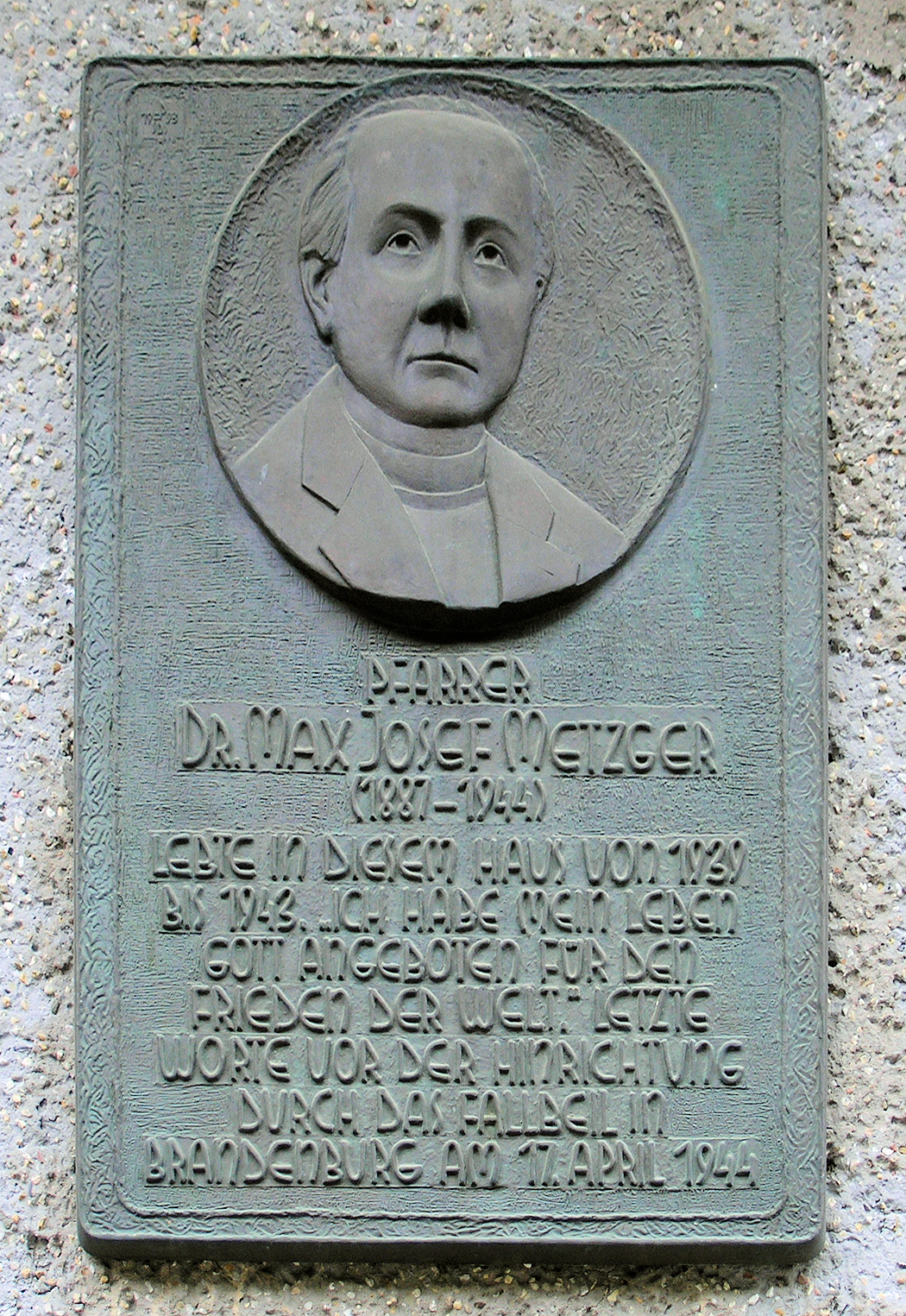
Stèle à la mémoire de Max Josef Metzger.

En 1916, Metzger publie Frieden auf Erden (Paix sur terre), un pamphlet insistant sur l'urgence de mettre fin au conflit. Il déménage à Graz, en Autriche, où il exerce la fonction de secrétaire de la Ligue catholique de la Croix, une organisation active dans la prévention de l'alcoolisme. En 1918, il fonde l'institut séculier de la Société missionnaire de la Croix blanche ; il participe également à la création de l'Association catholique allemande pour la Paix, qui emploie l'espéranto pour ses contacts internationaux. En 1920, il est à l'origine de la fondation de l'Internacio Katolica (Internationale catholique) et de 1921 à 1924, il publie, en espéranto, le magazine Katolika Mondo (Le monde catholique).
En 1920 Metzger rencontre le pape Benoît XV qui l'encourage dans son action pour le désarmement en Europe ;  plaidant avec vigueur pour une vision œcuméniste de la paix, Metzger devient l'un des principaux pacifistes allemands. En 1926, il s'installe à Meiningen, où il est chargé avec sa communauté, la Société du Christ-Roi, de gérer les institutions caritatives catholiques ; en 1938, il fonde la fraternité Una Sancta, qui œuvre à la réunification des églises luthérienne et catholique.
Après l'arrivée des nazis au pouvoir en 1933, Metzger est arrêté à plusieurs reprises par la Gestapo. En 1943, il rédige un mémorandum sur la réorganisation de l'État allemand et son intégration dans un système de paix mondiale, mémorandum qu'il tente de transmettre à l'archevêque d'Uppsala. Trahi par un agent suédois de la Gestapo infiltré dans la fraternité Una Sancta, il est arrêté le 29 juin 1943. Il est traduit devant la Volksgerichtshof présidée par Roland Freisler. Condamné à mort, Metzger est exécuté le 17 avril 1944 dans la prison de Brandebourg.

« S'il est honorable de mourir pour un pays, ce l'est encore plus de mourir pour la droiture et la paix »

— Max Josef Metzger
Après son exécution, la direction de la fraternité Una Sancta est reprise par Matthias Laros.